# ديفيد غوثير
ديفيد غوثير (بالإنجليزية: David Gauthier)‏ هو فيلسوف أمريكي، ولد في 10 سبتمبر 1932 في تورونتو في كندا.